# Революционные рабочие группы
Революционные рабочие группы (англ. Revolutionary Workers' Groups) — левые ирландские группы, основанные в 1930 году с целью создания Революционной рабочей партии (англ. Revolutionary Workers' Party). Первоначально сформированные в качестве Подготовительного комитета по созданию Рабочей революционной партии (англ. Preparatory Committee for the Formation of a Workers’ Revolutionary Party), в ноябре 1930 года изменили своё название. В их создании принимали участие Боб Стюарт и Том Белл из Коммунистической партии Великобритании, а также Коминтерн. В 1933 году были расформированы, а на их основе была создана Коммунистическая партия Ирландии.

## История
В начале 1930 года ирландскими коммунистами, такими как Джеймс Гролтон и Шон Мюррей, был образован комитет с целью построения собственной партии. 5 апреля 1930 года он начал выпуск газеты The Irish Workers’ Voice с шотландским социалистом Томом Беллом в качестве редактора (впоследствии её продолжила выпускать и КПИ). На вновь введённых выборах 1930 года в Дублинскую корпорацию Революционные рабочие группы выставили двух кандидатов; их лидеру Джеймсу Ларкину-младший удалось избраться. В 1931 году, согласно Закону о принуждении, правительство Уильяма Томаса Косгрейва запретило деятельность РРГ вместе с ещё 11 другими организациями. 
Тем не менее, на всеобщих выборах 1932 года от РРГ выдвигались пять кандидатов: Джозеф Трой и Джеймс Ларкин-младший в Дублине, а также Томми Гихан, Фил Уилсон и Уильям Бойд в Белфасте; им удалось набрать чуть больше тысячи голосов. Победу одержала партия Фианна Файл, и сформированное позже правительство Имона де Валеры сняло запрет на деятельность групп.
В 1932 году на Грейт-Стрэнд-стрит, 64 в Дублине был открыт социалистический букинистический магазин «Коннолли Хаус», который стал штаб-квартирой РРГ. В июле 1932 года в Северной Ирландии РРГ создали Уличный комитет по оказанию помощи для организации протестов безработных. К концу августа число протестующих достигло 20 000. РРГ призывали к всеобщей забастовке 11 октября, однако профсоюзный совет выступил против. Тем не менее, правительство усилило патрули улиц, что привело к столкновениям, закончившимися смертью двух бастующих. Впоследствии правительством и СМИ беспорядки в Белфасте были охарактеризованы как крупнейшие за последние 50 лет. 14 октября на массовом митинге было объявлено, что безработные добились увеличения пособий с восьми до 20 шиллингов в неделю.
В конце марта 1933 года в результате пропаганды католических священников в Дублине вспыхнули антикоммунистические беспорядки, в ходе которых «Коннолли Хаус» был подожжён, а коммунисты вынуждены уйти в подполье. Спустя месяц в Дублине прошёл учредительный съезд, где была основана современная Коммунистическая партия Ирландии как единая всеирландская организация, объединяющая коммунистов севера и юга Ирландии.